# Gebandeerde tinamoe
De gebandeerde tinamoe (Crypturellus casiquiare) is een vogel uit de familie tinamoes (Tinamidae). De wetenschappelijke naam van de soort is voor het eerst geldig gepubliceerd in 1929 door Chapman. De soortsaanduiding casiquiare refereert aan de rivier de Casiquiare, de herkomst van het type exemplaar. 

## Beschrijving
De gebandeerde tinamoe wordt ongeveer 25 cm groot. De rug is geel-vaalgeel met dikke, zwarte strepen. De keel en nek zijn wit, de borst grijs en de buik wit. De poten zijn olijfgroen.

## Voedsel
De gebandeerde tinamoe eet vooral vruchten van de grond of van lage struiken, maar ook bloemen, bladeren, zaden, wortels en ongewervelden.

## Voortplanting
Het mannetje paart met ongeveer vier vrouwtjes, die hun eieren in een nest in dicht struikgewas leggen. Daarna broedt het mannetje de eieren uit en voedt hij de jongen op.

## Voorkomen
De soort komt voor in het oosten van Colombia en het zuiden van Venezuela.

## Beschermingsstatus
Op de Rode Lijst van de IUCN heeft de soort de status niet bedreigd.